# Rozen Maiden Drama CD'er
Størstedelen Rozen Maiden og Rozen Maiden Träumend af CD'erne består af Drama CD'er (hørespil), hvor hver figurs CD også indeholder en sang af enten ALI PROJECT eller kukui.

## Drama CD'er

### Rozen Maiden Drama CD
Dette hørespil er en indspilning af første og andet bind af manga'en. Den blev udgivet før anime'en, og figurene har derfor andre stemmer.

#### Numre
1. Phase 1
2. Phase 2
3. Phase 3
4. Phase 4
5. Phase 5
6. Phase 6
7. Phase 7

#### Stemmer
- Shinku – Yui Horie
- Jun – Sanae Kobayashi
- Nori – Aya Hisakawa
- Suigintou – Mamiko Noto
- Hinaichigo – Tomoko Kaneda
- Tomoe – Ayako Kawasumi
- Suiseiseki – Nana Mizuki
- Laplace's Demon – Joji Nakata

### Rozen Maiden Original Drama ~Tantei – Detektiv~
Opsummering: Kun-kun er blevet kidnappet, og det er nu op til Shinku og de andre Rozen Maien dukker at finde skurken og redde ham. Suigintou laver en gæsteoptræden i hørespillet og bliver forfærdelig forelsket i Kun-kun.
Denne drama CD er på længde med et afsnit af en normal tv-serie. Den indeholder også 5 korte "dagbog"-numre af dukkerne. Hørespillet er ikke del af hovedseriens historie, men tager finder sandsynligvis sted efter afsnit 9, da Souseiseki er med.

#### Numre
1. Prologue
2. Kinjirareta Asobi (TV Size)
3. Abduction
4. Investigation
5. Truth of the Situation
6. Awakening
7. Toumei Shelter (TV Size)
8. Humans ~Shinku~
9. Dream Diary ~Hinaichigo~
10. Rain ~Suiseiseki~
11. Observation ~Souseiseki~
12. Ball ~Suigintou~

### Rozen Maiden träumend Original Drama CD
Opsummering: Jun ligger syg med en forkølelse, og det er nu op til dukkerne at tage sig af ham. Men hvad sker der når Suigintou og Barasuishou beslutter sig for at komme på besøg?!
Denne CD indeholder også tre sjove komedie mindre historier. I første nummer, "Suiseiseki's First Errand", begiver Suiseiseki sig ud i verden for at levere et brev til Jun. I andet nummer, "Kun-kun vs. Laplace's Demon", har Detective Kun-kun og Laplace’s Demon en skræmmende konfrontation, der ender med at de bliver forelskede. Det tredje nummer, "The Barasuishou Makeover Project", handler om hvordan Shirosaki får Barasuishou til at spille forskellige rolle, da han synes at hendes personlighed er kedelig. Moskaben opstår da Barasuishou optræder som en kat ved at tilføje "~nya" til hende sætninger, en bondage dronning, (og efterspurgt af Enju) en ung brud, etc.

#### Numre
1. Seishoujo Ryouiki (TV Size)
2. Illness (Part 1)
3. Illness (Part 2)
4. Hikari no Rasenritsu (TV Size)
5. Side Story: Suiseiseki's First Errand
6. Side Story: Kun-kun vs. Laplace's Demon
7. Side Story: The Barasuishou Makeover Project

### Rozen Maiden träumend Character Drama serien

#### Vol.1 ~ Suigintou
Det første af de syv Character Dramas. Dette hørespil fokuserer på forholdet mellem Suigintou og Megu, dog er der et enkelt nummer der også indeholder de andre Rozen Maiden dukker. Det sidste nummer er en sang af kukui.

##### Numre
1. Megu to Suigintou (めぐと水銀燈, Megu and Suigintou)
2. Doll to Medium (ドールとミーディアム, Doll and Medium)
3. Watashi wa Tsuyoi (私は強い, I am Strong)
4. Megu no Uta (めぐの歌, Megu's Song)
5. Kanata Kara no Requiem (彼方からの鎮魂歌, Requiem from Afar) [DRAMA VERSION]
  - Udført af kukui

#### Vol.2 ~ Kanaria
Det andet af de syv Character Dramas. Dette hørespil handler om Kanarias forsøg på at snige sig ind i familien Sakuradas hus, med hjælp fra Jun. Det sidste nummer er en sang af kukui.

##### Numre
1. Kyoufu o Motarasu Mono (恐怖をもたらす者, One Who Has No Fear)
2. Sakushi Kanaria!! (策士・金糸雀!!, Kanaria the Tactician!!)
3. Sakushi? Kanaria (策士?金糸雀, Kanaria the Tactician?)
4. Sakushi... Kanaria... (策士…金糸雀…, Kanaria the... Tactician...)
5. Senryakuteki Tettai kashira (戦略的撤退かしら, A Strategic Withdrawal ~kashira)
6. Kana to Micchan (カナとみっちゃん, Kana and Micchan)
7. Pizzicato Hiyori (ピチカート日和, A Fine Pizzicato Day) [DRAMA VERSION]
  - Udført af kukui

#### Vol.3 ~ Suiseiseki
Det tredje af de syv Character Dramas. Dette hørespil fokuserer på, hvordan Suiseiseki tilpasser tig livet i familien Sakuradas hus, efter at have lavet en kontrakt med Jun. Det sidste nummer er en sang af kukui.

##### Numre
1. Suiseiseki to Medium (翠星石とミディアム, Suiseiseki and Her Medium)
2. Kokoro Komete (心込めて, Full of My Devotion)
3. Okashi (お菓子, Sweets)
4. Rikai Shiyou to Suru Kokoro (理解しようとする心, Hearts That Try to Understand)
5. Denshin (伝心, Heart to Heart)
6. Midori no Yubi (みどりのゆび, Green Fingers) [DRAMA VERSION]
  - Udført af kukui

#### Vol.4 ~ Souseiseki
Det fjerde af de syv Character Dramas. Dette hørespil fokuserer på en splittet Souseisekis valg, da Alice Game nærmer sig. Det sidste nummer er en sang af Ali Project..

##### Numre
1. Nemuri no Naka de (眠りの中で, Within Sleep)
2. Futago Dakara (双子だから, Because We're Twins)
3. Rule to Sentakushi (ルールと選択肢, Rules and Multiple Choice)
4. Yume ni Mita Risoukyou (夢に見た理想郷, The Utopia Seen in a Dream)
5. Dakara Ima Dake wa... (だから今だけは…, So Just for Now...)
6. Nemureru Shiro (眠れる城, Sleeping Castle) [DRAMA VERSION]
  - Udført af ALI PROJECT

#### Vol.5 ~ Shinku
Det femte af de syv Character Dramas. Dette hørespil omhandler en helt normal dag i familien Sakuradas hus, indtil et afsnit af Detective Kunkun gør Shinku til en helt ny person. Det sidste nummer er en sang af ALI PROJECT.

##### Numre
1. Shinku, Itsumo no Nichijou (真紅、いつもの日常, Shinku's Everyday Routine)
2. Koibito no Jouken (恋人の条件, Lovers' Terms)
3. Mousou to Genjitsu (妄想と現実, Fantasy and Reality)
4. Shukujo e no Michi (淑女への道, The Path to Becoming a Lady)
5. Sono Mama de (そのままで, As You Are)
6. Shinku, Itsumo no Nichijou II (真紅、いつもの日常Ⅱ, Shinku's Everyday Routine II)
7. Nanashi no Mori (名なしの森, Nameless Forest) [DRAMA VERSION]
  - Udført af ALI PROJECT

#### Vol.6 ~ Hinaichigo
Det sjette af de syv Character Dramas. Dette hørespil fokuserer på Hinaichigo, Tomoe, og et hus af slik. Det sidste nummer er en sang af kukui.

##### Numre
1. Hansel to Gretel (ヘンゼルとグレーテル Hansel and Gretel)
2. Hinaichigo no Ehon (雛苺の絵本, Hinaichigo's Picture Book)
3. Okashi no Ie (お菓子の家, The Candy House)
4. Yume no Naka e (夢の中へ, Into the Dream)
5. Hinaichigo to Omoide no Majo (雛苺と思い出の魔女, Hinaichigo and the Witch of Memories)
6. Issho ni Iru Koto (一緒にいること, Being Together)
7. Chikakute Tooi Yume (近くて遠いゆめ, The Near Yet Far Dream) [Drama Version]
  - Udført af kukui

#### Vol.7: Barasuishou

##### Numre
Disk 1
1. Yume no kioku (夢の記憶, Memory of a Dream)
2. Alice game (アリスゲーム)
3. Suishou (水晶, Quartz)
4. Matteiru (待っている, I'll Be Waiting)
5. Bara otome-tachi (薔薇乙女達, Rozen Maidens)
6. Barasuishou (薔薇水晶)
7. Shungo (春蚕, Spring Silkworm) [Drama Version]
  - Udført af Ali Project

Disk 2
1. I – Kanata Kara no Requiem (彼方からのレクイエム, Requiem from Afar) BGM Arrange – Arrange 1
2. 〃 – Arrange 2
3. 〃 – Arrange 2 inst ver.
4. 〃 – Arrange 3
5. II – Pizzicato Biyori (ピチカート日和, A Fine Pizzicato Day) BGM Arrange – Arrange 1
6. 〃 – Arrange 2
7. III – Midori no Yubi (みどりのゆび, Green Fingers) BGM Arrange – Arrange 1
8. 〃 – Arrange 1-2
9. 〃 – Arrange 1 inst ver.
10. 〃 – Arrange 2
11. IV – Nemureru Shiro (眠れる城, Sleeping Castle) BGM Arrange – Arrange 1
12. 〃 – Arrange 2
13. V – Na nashi no Mori (名なしの森, Nameless Forest) BGM Arrange – Arrange 1
14. 〃 – Arrange 2
15. 〃 – Arrange 3
16. VI – Chikakute Tooi Yume (近くて遠いゆめ, The Near Yet Far Dream) BGM Arrange – Arrange 1
17. 〃 – Arrange 2
18. VII – Shungo (春蚕, Spring Silkworm) BGM Arrange – Arrange 1
19. 〃 – Arrange 2

- Udført af kukui (M01~10,16,17)
- Udført af Ali Project (M11~15,18,19)

## Afsnit detaljer
Der er blevet udgivet en række Rozen Maiden Drama CD'er. De er historier der ofte ikke har nogen større sammenhæng med seriens hovedserie, men er snarere en række historier baseret på serien. Der er udgivet syv Drama CD'er i alt – Vol.1 Suigintou, Vol.2 Kanaria, Vol.3 Suiseiseki, Vol.4 Souseiseki, Vol.5 Shinku, Vol.6 Hina Ichigo, Vol.7 Barasuishou. Til trods for at Kirakishou er den sande syvende dukke, er der ikke udgivet nogen CD baseret på hende, sandsynligvis på grund af manglen på informationer om hende.